# クロックポジション

アナログ時計の文字盤

クロックポジション（英語: clock position）とは、観測者を水平なアナログ時計の中心に置き、観測者の正面を「12時方向」とした時、対象物や目標方向が時計の「何時方向」であるかの方位を提示する手法である。同様の手法は日本でも「干支」を利用して行われ、その名残は取舵（酉舵）、面舵（卯の舵）などの形で残っている。

## 用途
航空機や船舶などで主に用いられる。航空機の場合は、水平方向をクロックポジションで、垂直方向は上方をhigh、下方をlow、同一高度をlevelと表現する（例：6 o'clock highは、背面上方）。"Check Six"は、「6時方向に注意（＝後方に注意）」として、アメリカ空軍パイロット等でよく知られているフレーズである。
また、戦車の戦術には、昼飯の角度等、この位置取りに由来する用語があり、こちらの表現としては、全世界規模にて用いられている（食事の時間は先進国共通の為）。

## 状況説明としての利用
クロックポジションは視覚障害者、特に全盲の人に対する状況説明の手法としても用いられる。
具体例として、飲食店で客に料理を提供する際に従業員がクロックポジションによる説明を行う（例えば「ピザは12時、サラダは3時に置きますね」というように、物の場所を時計の時刻に例えることで、視覚以外の方法で運んできた料理の場所を理解してもらうことが可能となる）という手法があるほか、視覚障害者をエレベーターまで案内する際に「右斜め前に約3メートル進んでください」ではなく「2時の方向に約3メートル進んでください」と言うことで、より正確にエレベーターがある場所を案内できるといった手法が存在する。

## クロックポジションに関連する作品
- 頭上の敵機（1949年） - 原題の"Twelve O'Clock High"は、「12時方向の上方」、すなわち自機真正面の上方に敵機ありということを意味している。